# 18e Pantserdivisie (Duitsland)
De Duitse 18e Pantserdivisie (Duits: 18. Panzer-Division) was een Duitse pantserdivisie in de Tweede Wereldoorlog. Ze werd opgericht op 26 oktober 1940 in Chemnitz. Ze werd opgericht uit 4 delen van de 4e en 14e Infanteriedivisie en uit 4 bataljons met onderwatertanks die oorspronkelijk bedoeld waren voor de geplande invasie van Engeland. Twee van de vier tankbataljons vormden Panzerregiment 18. De andere twee vormden Panzerregiment 28. In maart 1941 werd de 18e Pantserdivisie gereorganiseerd. Hierbij verdween Panzerregiment 28. Een van zijn bataljons werd een derde van Panzerregiment 18. Het andere bataljon ging naar de 3e Pantserdivisie. De 18e Pantserdivisie vocht aan het Oostfront van 1941 tot in 1943 toen ze werd opgeheven.

## Invasie in Rusland
De divisie mocht voor het eerst optreden tijdens de Duitse invasie in Rusland op 22 juni 1941, genaamd Operatie Barbarossa. Ze gebruikten als eerste onderwatertanks als ze de Boeg rivier oversteken. Ze vocht als onderdeel 57e Gemotoriseerde Korps. De komende zes maanden nam ze deel aan de inname van Smolensk, Brjansk en de Toela. Ook zij waren slecht voorbereid op de strenge winter van Rusland net als de rest van het Duitse leger. Daardoor worden ze met zware verliezen op januari 1942 teruggedreven naar Orjol.

## Lente-offensief
In de zomer van 1942 worden ze ingezet in de eerste inval in Stalingrad, maar keerden daarna terug naar het centrale deel van het front. Ze namen deel aan de defensieve gevechten in Orjol omstreeks 1942-43. In de zomer van 1943 wordt ze ingezet in de slag om Koersk en leed zware verliezen. Na het zware verlies in Koersk werd de 18e Pantserdivisie opgeheven en werden de manschappen gebruikt om het het nieuwe 18e Artilleriedivisie te vormen.

## Commandanten[1]
| Rang                          | Naam                                                       | Begin             | Eind              |
| ----------------------------- | ---------------------------------------------------------- | ----------------- | ----------------- |
| General der Pantsertruppe     | Walther Nehring                                            | 26 oktober 1940   | 26 januari 1942   |
| Generalleutnant               | Karl Freiherr von Thüngen                                  | 26 januari 1942   | Juli 1942         |
| General der Nachrichtentruppe | Albert Praun                                               | Juli 1942         | 24 augustus 1942  |
| Generalleutnant               | Karl Freiherr von Thüngen                                  | 24 augustus 1942  | 15 september 1942 |
| Generalleutnant               | Erwin Menny                                                | 15 september 1942 | ?                 |
| Generalleutnant               | Karl Freiherr von Thüngen                                  | ?                 | 1 april 1943      |
| Generalleutnant               | Karl-Wilhelm von Schlieben                                 | 1 april 1943      | 7 september 1943  |
|                               | Gedeactiveerd en gereorganiseerd als 18e Artilleriedivisie | 7 september 1943  |                   |